# Теодор Стратилат (керамична икона)
Иконата на св. Теодор Стратилат е керамична икона, чието изображение напомня много на византийските иконописни образи на св. Теодор Стратилат. Намерена е през 1909-1911 година от археолога Юрдан Господинов при разкопки в руините на Патлеинския манастир, на 2 km от Велики Преслав.
На самата икона липсват изрични упоменания за самоличността на изобразения светец. Заедно с иконите на Богородица Пътеводителка и старозаветните светци, открити в по-късен период, тя е сред иконите от преславска рисувана керамика с най-висока художествена стойност.
Някога манастирът в Патлейна е бил най-големият производител на прочутите в онова време керамични иконни образи, съставени от отделни керамични плочки. Монасите в манастира се занимават с живопис и с изработване на художествена керамика. Вън от манастирския двор са открити ред помещения – работилници с пещи за белоглинена рисувана керамика. В близката околност също са открити кариери за добиване на бяла глина и отделни постройки, в които, съдейки по намерените пособия, инструменти и остатъци от керамично производство, най-вероятно са малки работилнички, разпръснати в близката околност на манастира.

## Особености на иконата
Иконата на св. Теодор е изработена от отделни квадратни керамични плочки със страна 12 cm, съставляващи части от бюстов образ на светец. Тя е единствен по размери такъв образец на керамичното иконописване. Отгоре двадесетте плочки са покрити с глазура. Много вероятно е неин прототип да е някакво подобно византийско изображение от епохата на създаването. И тя е нарисувана с така наречената „линеарна техника“, много характерна за образите от най-старите рисунки в древнобългарските ръкописи. Забележително е, че неизвестният художник е изразил и духовното съсредоточие, вътрешния мир на светеца. Забележителното е че иконата е създадена през епоха, в която художниците от Западна Европа все още сляпо подражават на византийските образци, а от чрез нея може да се направи висока оценка на художествени и приложни умения на българските средновековни творци-иконописци.